# Моргунов, Иван Тимофеевич
Иван Тимофеевич Моргунов (6 июля 1919, Рязанская область — 15 июня 2016) — советский военнослужащий, участник Великой Отечественной войны, полный кавалер ордена Славы, командир отделения 358-го отдельного саперного батальона 96-й стрелковой дивизии, ефрейтор — на момент представления к награждению орденом Славы 1-й степени.

## Биография
Родился 6 июля 1919 года в селе Городецкое, Скопинского района Рязанской области,. Окончил 5 классов. После смерти отца в 1929 году вынужден был оставить учёбу, чтобы помогать матери. С 1930 по 1937 год работал по найму, пас скот. В 1937—1939 годах работал на Кучинском кирпичном заводе Реутовского района Московской области.
В октябре 1939 года был призван в Красную Армию Реутовским райвоенкоматом. Службу проходил на Дальнем Востоке, в строительной части в город Комсомольск-на-Амуре. Здесь встретил начало Великой Отечественной войны. В июле 1941 года был переведен в другую часть в районе имени Лазо, здесь получил подготовку по саперному делу.
С марта 1942 года участвовал в боях с захватчиками на Калининском фронте, в составе саперной роты 117-й стрелковой бригады. В начале апреля 1942 года саперная рота, в составе которой воевал Моргунов, под огнём противника организовала переправу через реку Молодой Туд. После захвата плацдарма красноармеец Моргунов несколько раз переправлялся на лодке через реку, восстанавливая поврежденную линию связи, перевез в тыл 28 раненых бойцов. В августе 1942 года был ранен, после излечения вернулся на фронт. Часть с боями дошла до населенного пункта Холмец под городом Осташков, где стояла в обороне до зимне-весеннего наступления 1943 года. В ходе Ржевско-Вяземской стратегической наступательной операции строил переправы через реки, делал проходы в минных полях и оборонительных заграждениях противника.
В апреле 1943 года 117-я стрелковая бригада была выведена в тыл в район города Тула Московского военного округа, и обращена на формирование 96-й стрелковой дивизии. Был зачислен сапером в 358-й отдельный саперный батальон, в составе которого прошел до конца войны. Воевал на Брянском, Белорусском, 1-м и 2-м Белорусских фронтах.
С июня по октябрь 1943 года участвовал в боях Болховско-Орловской фронтовой, Брянской и Гомельско-Речицкой наступательных операциях.
В период боев с 20 декабря 1943 года по 10 января 1944 года в районе населенных пунктов Колибовка и Бобовка красноармеец Моргунов, работа впереди нашей обороны 50-200 м, лично установил 250 противотанковых и свыше 100 противопехотных мин. Был ране и контужен, но после перевязки остался в строю, продолжая минирование.
Приказом по частям 96-й стрелковой дивизии от 8 февраля 1944 года красноармеец Моргунов Иван Тимофеевич награждён орденом Славы 3-й степени.
С 1 по 10 апреля 1944 года красноармеец Моргунов под минометным огнём противника установил 600 противотанковых и противопехотных мин в полосе обороны дивизии. Награждён медалью «За отвагу».
Летом 1944 года, дивизия участвовала в Белорусской стратегической операции, наступая на бобруйском направлении, овладела город Жлобин. В августе — начале сентября дивизия прошла с боями около 150 км и к 8 сентября вышла на реку Нарев на рубеже Ружаны, Пултуск, где перешла к обороне.
В период с 12 по 18 сентября 1944 года близ населенных пунктов Зембски-Косьцельне, Гостково ефрейтор Моргунов со своим отделением произвел минирование перед передней линией нашей обороны. Под огнём противника установил 170 мин. Приказ командования по установке минно-взрывных заграждений был выполнен в срок. В ночь на 13 октября при прорыве обороны противника и форсировании реки Нарев участвовал в наведении паромной переправы, был легко ранен но из строя не вышел. Оставался на мосту, продолжая под огнём противника переправлять пехоту и артиллерию. Был представлен к награждению орденом Красной Звезды, командиром 53-го стрелкового корпуса статус награды был повышен.
Приказом по войскам 46-й армии от 27 ноября 1944 года ефрейтор Моргунов Иван Тимофеевич награждён орденом Славы 2-й степени.
В дальнейшем в составе своей части участвовал в Восточно-Прусской наступательной операции.
13-14 января 1945 года во время прорыва обороны противника у населенного пункта Закличево ефрейтор Моргунов со своим отделением проделал проход в проволочном заграждении и 3 прохода в минных полях противника. В период наступательных боев двигался в боевых порядках пехоты. 3 февраля при взятии деревни Калькштайн первым ворвался на южную окраину деревни, убил 5 противников. При появлении самоходного орудия «Фердинанд» установил 10 противотанковых мин. В этом бою был тяжело ранен, но не ушел с поля боя, продолжая командовать отделением. За это боя был представлен к награждению орденом Славы 1-й степени.
Указом Президиума Верхвоног Совета СССР от 19 апреля 1945 года ефрейтор Моргунов Иван Тимофеевич награждён орденом Славы 1-й степени. Стал полным кавалером ордена Славы.
День Победы встретил в военном госпитале в городе Тамбов. После выздоровления был направлен в отдельный учебный танковый полк для получения специальности механика водителя. В ноябре 1946 года был демобилизован.
Вернулся на родину. Поступил на работу в качестве вольнонаемного в войсковую часть № 86741 железнодорожных войск: работал слесарем, бригадиром слесарей в этой части, был ударником коммунистического труда, неоднократно награждался Почетными грамотами. В этой воинской части работал более 30 лет, до выхода на пенсию.
Жил в поселке Говорово Скопинского района. С 2010 года жил в городе Рязань, у дочери. Умер 15 июня 2016 года, похоронен на кладбище родного села Городецкое, Скопинского района, Рязанской области.
Награждён орденом Отечественной войны 1 степени, Славы 1-й, 2-й и 3-й степеней, медалями, в том числе медалью «За отвагу».